# Franz Bäke
Franz Bäke, nemški general, dentist in tankovski as, * 28. februar 1898, Schwarzenfels, Schlüchtern, Kassel, Hessen-Nassau, † 12. december 1978, Bochum, Westfalen.
Franz Bäke je bil eden najbolj uspešnih in visoko odlikovan tankovski poveljnik druge svetovne vojne.

## Življenjepis
19. maja 1915 se je prostovoljno javil v 3. pehotni polk in postal Vizefeldwebel, nato pa kadet v 7. artilerijskem polku.
Januarja 1919 se je demobiliziral iz aktivne vojaške službe in pričel študirati medicino in dentologijo; študij je končal leta 1922. Naslednje leto je postal doktor dentologije.
1. aprila 1937 je opravil svojo prvo nalogo v Wehrmachtu, takrat še v rezervni sestavi 6. izvidniškega bataljona. 11. junija 1937 je sodeloval v drugem, tudi uspešnem, rezervnem usposabljanju. 
1. avgusta 1939 je postal poveljnik voda, 1. januarja naslednje leto pa čete v lahki koloni 65. protitankovskega bataljona. 
Med francosko kampanjo je služil kot četni poveljnik v sestavi 65. protitankovskega bataljona 6. tankovske divizije; njegova četa je zavzela nepoškodovani most preko Meuse pri Arquesu. Med boji je bil tudi dvakrat ranjen, a kljub temu je ostal na fronti.
1. maja 1941 se je začela njegova tankovska kariera, saj je postal poveljnik tankovskega voda 11. tankovskega polka 6. tankovske divizije. 1. novembra istega leta je postal štabni adjutant pri štabu polka. 
1. julija 1942 je prevzel dolžnost poveljnika II. bataljona 11. tankovskega polka. 13. julija 1943 je bil ponovno ranjen, a je spet ostal v enoti. 14. julija istega leta je prevzel poveljstvo 11. tankovskega polka, kljub temu da je bil premlad za ta položaj; toda njegove izkušnje so prevladale in je tako postal začasni poveljnik polka, nato pa 1. novembra 1943 pa stalni poveljnik polka.
V začetku leta 1944 je postal poveljnik bojne skupine Tankovski polk Bäke. Polk je bil udeležen v eni najhujših bitk na vzhodni fronti. Tako je polk med petdnevno bitko za balabonovski žep uničil 267 sovjetskih tankov, medtem ko so sami izgubili le 5 tankov. Sam je v bojih uničil 4 tanke z ročnim orožjem.
13. julija 1944 je postal poveljnik 106. tankovske brigade »Feldherrnhalle«.
Šele 1. januarja 1945 je izstopil iz rezervne sestave in postal poklicni vojak; to je storil le zaradi tega, da je bil lahko povišan v višje čine, saj je bil kot rezervist lahko povišan le do čina polkovnika.
24. januarja 1945 je bil postal na tečaj za divizijske poveljnike. 
9. marca istega leta je postal poveljnik 13. tankovske divizije »Feldherrnhalle 2«, čeprav je bil ponovno premlad, a je bilo izdano posebno povelje. Diviziji je poveljeval do 8. maja, ko je postal vojni ujetnik.
V vojnem ujetništvu je ostal do leta 1947. Po vrnitvi domov je nadaljeval zobozdravstveno kariero.
Umrl je v prometni nesreči v Hagnu 12. decembra 1978. Pokopan je bil z vojaškimi častmi.

## Napredovanja
- Vizefeldwebel (maj 1915)
- kadet (?)
- rezervni poročnik (1. december 1937)
- rezervni nadporočnik (1. november 1939)
- rezervni stotnik (1. maj 1940)
- rezervni major (1. avgust 1941)
- rezervni podpolkovnik (?)
- rezervni polkovnik (1. maj 1944)
- častni SA-Sanitäts-Standartenführer (28. avgust 1944)
- nazivni generalmajor (20. april 1945)

## Odlikovanja
- 1914 železni križec II. razreda (15. julij 1916)
- 1939 priponka k železnemu križcu II. razreda (26. september 1939)
- 1939 železni križec I. razreda (1. junij 1940)
- viteški križ železnega križa (11. januar 1943)
- viteški križ železnega križa s hrastovimi listi (262., 1. avgust 1943)
- viteški križ železnega križa s hrastovimi listi in meči (49., 21. februar 1944)
- Panzerkampf-Abzeichen Sonderstufe (100) (26. april 1944)
- Wehrmachtbericht (31. januar 1944, 5. oktober 1944, 6. december 1944)
- Sonderabzeichen für das Niederkämpfen von Panzerkampfwagen durch Einzelkämpfer (4x)